# Batalha da Baía Milne
A Batalha da Baía Milne, também conhecida como Operação RE pelos japoneses, foi uma batalha da campanha do Pacífico da Segunda Guerra Mundial, travada entre 25 de agosto e 7 de setembro de 1942. Tropas navais japonesas especiais, conhecidas como Kaigun Rikusentai, atacaram os aeródromos aliados na Baía Milne que tinham sido estabelecidos na ponta oriental da Nova Guiné. Devido ao fraco trabalho de inteligência, o Japão calculou mal o tamanho da guarnição inimiga no local, que era predominantemente composta por australianos. Acreditando que os aeroportos eram defendidos por apenas duas ou três companhias, os orientais desembarcaram inicialmente em 25 de agosto de 1942, com uma força equivalente a um batalhão. Os aliados, avisados pela inteligência do Ultra, haviam reforçado fortemente suas defesas.
A batalha é considerada a primeira na campanha do Pacífico na qual as tropas aliadas derrotaram decisivamente as forças terrestres do Japão. Pois embora as tropas japonesas já tivessem experimentado reveses pontuais em outras partes do Pacífico desde o início da guerra, na batalha da Baía Milne foram, pela primeira vez, obrigados a se retirar completamente e abandonar seu objetivo estratégico. Como resultado do conflito, o moral entre os Aliados cresceu, e a Baía Milne se tornou uma base utilizada para montar as operações subsequentes na região.

## Contexto

### Geografia
A Baía Milne é um baía de 250 km² na extremidade oriental do Território de Papua (hoje Papua Nova Guiné). Ela possui 35 km de comprimento e 16 km de largura, e é profunda o suficiente para permitir a entrada de navios de grande porte.